# Тилинино
Тилинино — село в Перевозском районе Нижегородской области, административный центр Тилининского сельсовета.
По данным старинных карт, село основано в 1826 году.
Ранее имело название "Тиленина".
Село располагается на левом берегу реки Пьяны.
Недалеко от Тилинина произошла битва на реке Пьяне в 1377 году.
В селе расположено отделение Почты России (индекс 607414).